# Djillali Ben Amar
Djillali Ben Amar (în arabă جيلالي بن عمار) este o comună din provincia Tiaret, Algeria.
Populația comunei este de 5.443 de locuitori (2008).